# 星悅航空
星悅航空（日语： Sutā-furaiyā */?） 是一家以新北九州機場為基地的日本航空公司，於2002年成立時名稱為神戶航空（日語：神戸航空株式会社），前樞紐機場為神戶機場；後於次年搬遷至福岡縣北九州市，並改為現名。星悅航空以黑和白主調顏色並以此為形象標識，因此其機隊也以黑和白為主格調。星悅航空於2007年與全日空訂立航班代碼共享協議，兩家航空公司來往東京國際機場（羽田機場）與新北九州機場的航班將會實施航班共享，此舉大大增加了星悅航空的航班的平均酬載率。

## 公司概覽

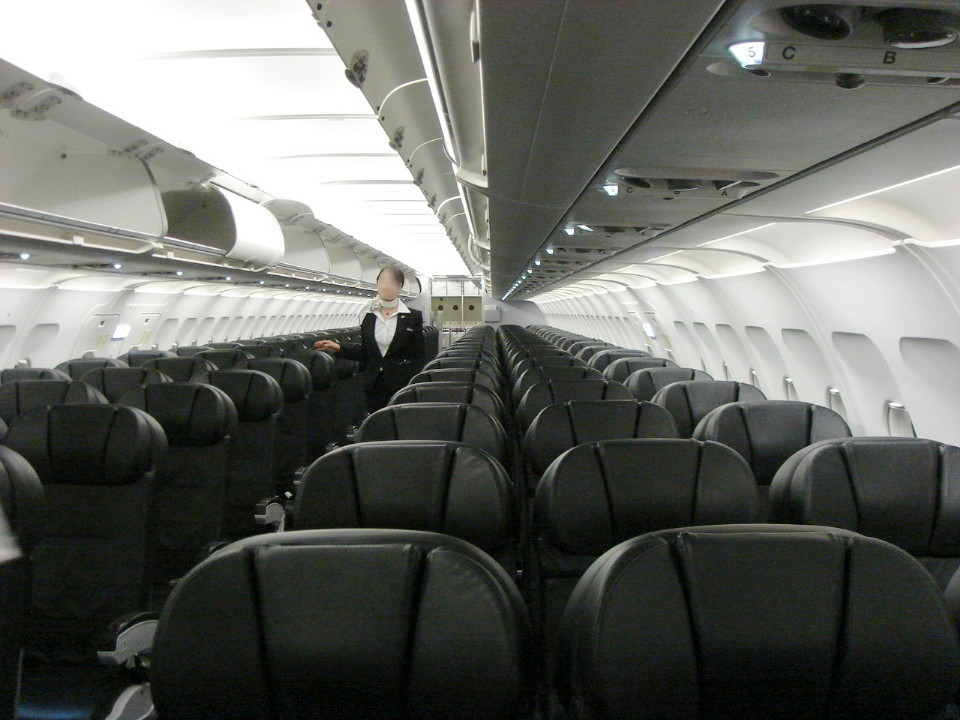
座艙風格
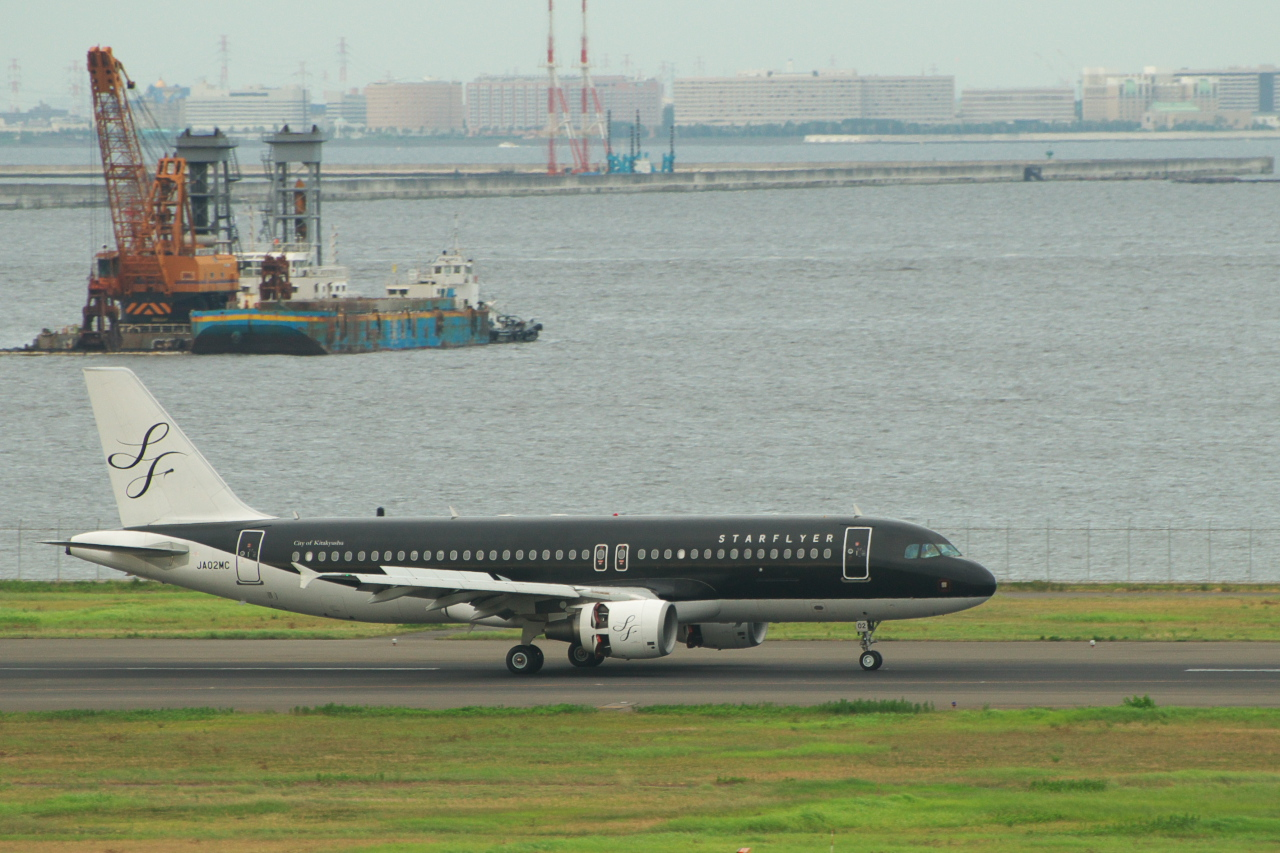
A320
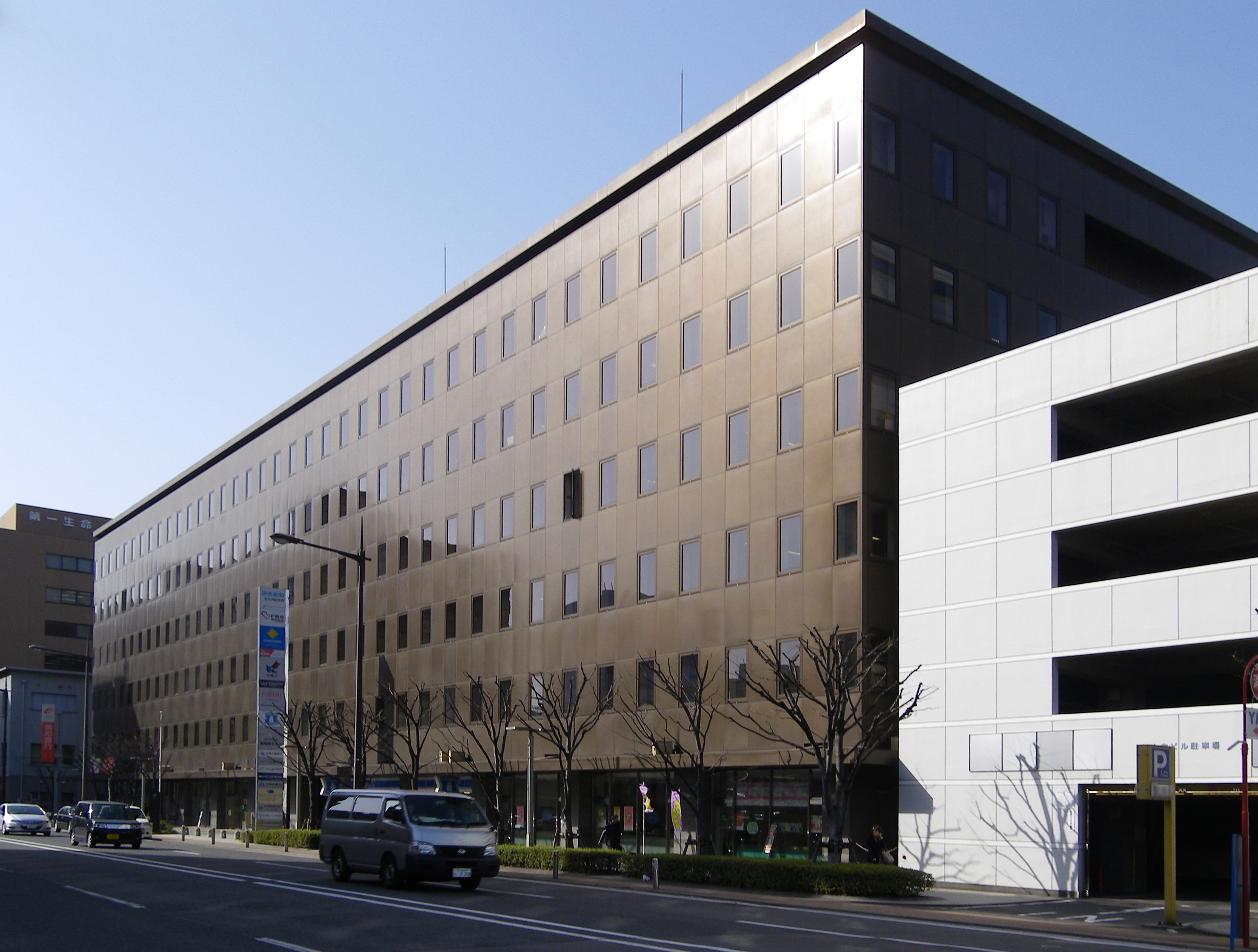
星悅航空舊總部（新小倉大廈）
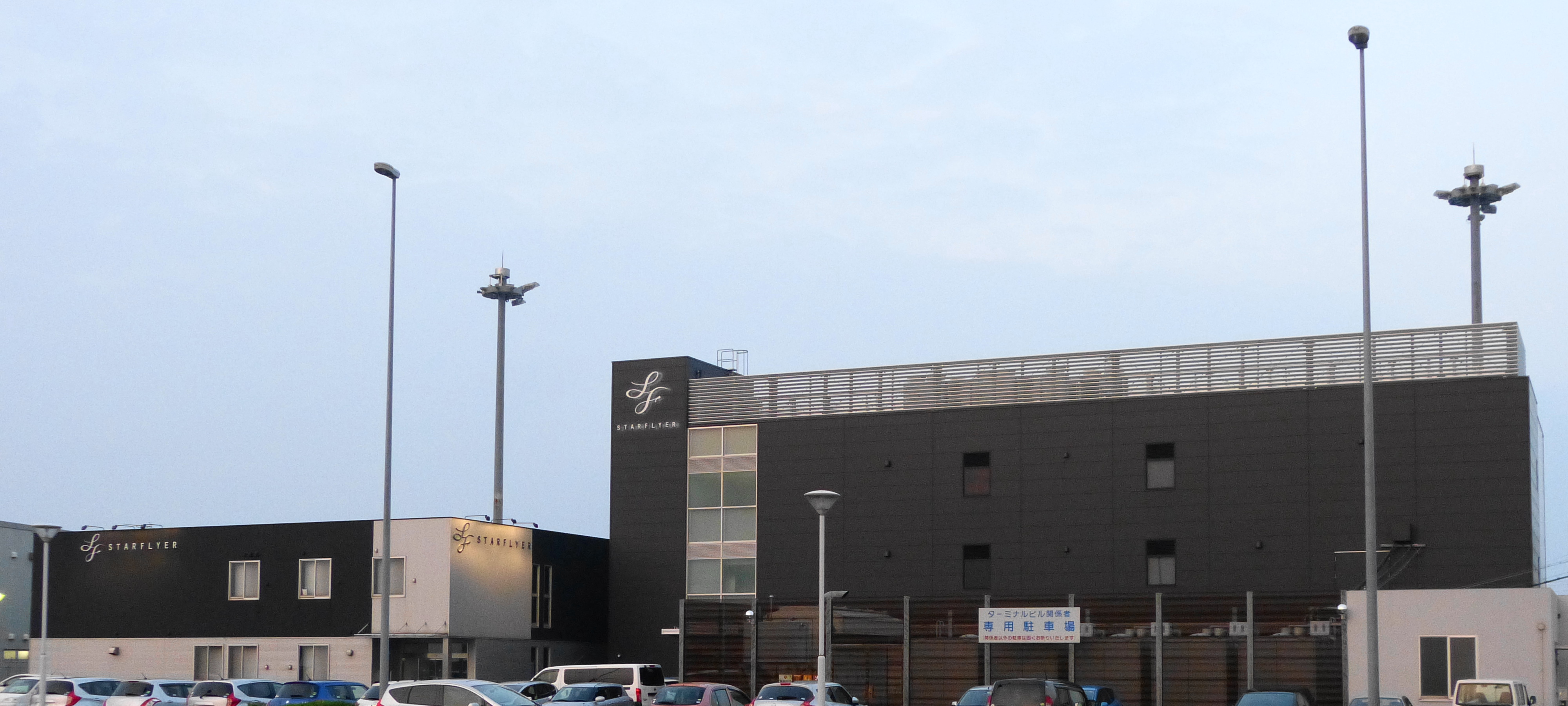
星悅航空新總部（新北九州機場內）
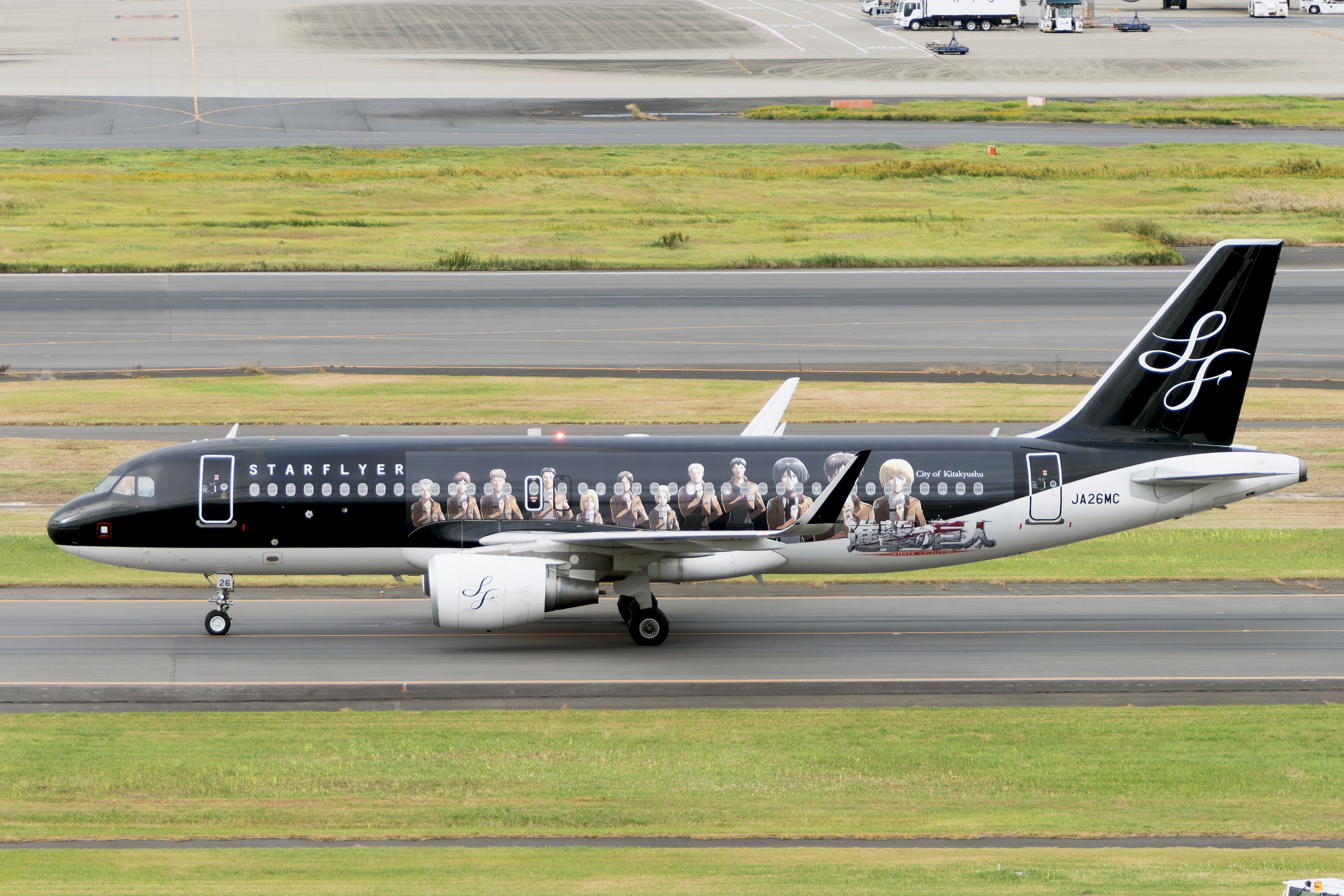
A320於東京國際機場

## 航線
星悅航空 目前有以下航點：
- 東京-羽田←→北九州（2006年3月16日起）
- 東京-羽田←→大阪-關西 （2007年9月14日起）
- 東京-羽田←→福岡（2011年7月1日起）
- 東京-羽田←→山口宇部（2014年10月26日起）[2]
- 福岡←→名古屋-中部（2014年3月30日起）[3]
- 那覇←→北九州（限定期間運航，2017年冬季、2018年春季）[4]

國際航線
- 台北-桃園←→北九州
- 台北-桃園←→名古屋-中部

國際不定期包機
- 首爾-仁川←→北九州
- 務安←→北九州
- 香港←→北九州
- 澳門←→北九州

## 營運規劃
2008年規劃東亞等國際航線，但由於經營困難而沒有開航。2015年重新規劃國際航線，開航了幾條往北九州的包機航線，如光州務安、香港、台北等。未來計畫開航飛往台灣、南韓、中國大陸、香港及澳門等東亞地區航線。2017年10月31日宣布在2018年冬季開航北九州、福岡及名古屋往台北的航線，惟台北福岡因故未開航。

## 機隊
A320最大酬載量可容納180人，但星悅航空的首四架A320載客量僅得 144人，第五至第六架A320載客量為150人；這使每一排座位之間的座距91-94cm有更大的空間。
機號：JA05MC-JA09MC 5台+JA20MC-JA27MC 8台
機身腰線以上採用少見的黑色塗裝，機艙內座椅為黑色皮椅。

## 外部連結
- 星悅航空官方網站 （页面存档备份，存于） （日語）（英文）（繁體中文）（简体中文）
- 星悅航空的Facebook專頁
- 星悅航空的X（前Twitter）
- 星悅航空的Instagram帳戶
- YouTube上的星悅航空頻道